# أمينة زيدان
أمينة زيدان (ولدت في السويس سنة 1966) هي روائية وكاتبة قصة قصيرة مصرية.

## أعمالها
- حدث سرًا (مجموعة قصصية، 1995)
- هكذا يعبثون (رواية، دار الهلال، 2003)
- نبيذ أحمر (رواية، دار الهلال، 2007)
  - نشر قسم النشر بالجامعة الأمريكية بالقاهرة سنة 2010 ترجمة لرواية «نبيذ أحمر» إلى الإنجليزية، ترجمتها سالي جمعة.[4]
- شهوة الصمت (نهضة مصر للطباعة والنشر والتوزيع، 2010)

## الجوائز
- جائزة أخبار الأدب لأفضل قصة قصيرة (1994) عن قصة «حدث سرًا».[1][5]
- جائزة معرض القاهرة الدولي للكتاب لأفضل مجموعة قصصية (1995) عن المجموعة القصصية «حدث سرًا».[1]
- جائزة مسابقة دول حوض البحر المتوسط لأحسن عمل قصصي من مصر تُرجم إلى الإيطالية (1997).[6]
- جائزة نجيب محفوظ للأدب (2007)، عن رواية نبيذ أحمر.[5]